# Les Fougerêts
Les Fougerêts (bret. Felgerieg-al-Lann) – miejscowość i gmina we Francji, w regionie Bretania, w departamencie Morbihan.
Według danych na rok 1990 gminę zamieszkiwało 739 osób, a gęstość zaludnienia wynosiła 37 osób/km² (wśród 1269 gmin Bretanii Les Fougerêts plasuje się na 697. miejscu pod względem liczby ludności, natomiast pod względem powierzchni na miejscu 499.).